# Österreichische Fußball-Bundesliga 2008/2009
Österreichische Fußball-Bundesliga 2008/2009 var den 97:e säsongen av österrikiska högstaligan i fotboll. Rapid Wien var inför säsongen regerande mästare, men lyckades inte försvara titeln detta året, istället tog Red Bull Salzburg hem mästerskapstiteln.

## Lag och arenor
| Lag               | Förbundsland   | Ort              | Arena                  | Kapacitet |
| ----------------- | -------------- | ---------------- | ---------------------- | --------- |
| Austria Kärnten   | Kärnten        | Klagenfurt       | Hypo-Arena             | 32 000    |
| Austria Wien      | Wien           | Wien             | Franz-Horr-Stadion     | 13 000    |
| Kapfenberger      | Steiermark     | Kapfenberg       | Franz Fekete-Stadion   | 12 000    |
| Lask Linz         | Oberösterreich | Linz             | Linzer Stadion         | 14 100    |
| Rapid Wien        | Wien           | Wien             | Pappelstadion          | 15 700    |
| Red Bull Salzburg | Salzburg       | Salzburg         | Red Bull Arena         | 31 895    |
| Rheindorf Altach  | Oberösterreich | Altach           | Stadion Schnabelholz   | 8 500     |
| Ried              | Oberösterreich | Ried im Innkreis | Fill Metallbau Stadion | 7 700     |
| Sturm Graz        | Steiermark     | Graz             | UPC-Arena              | 15 312    |

## Tabeller

### Poängtabell
| Nr | Lag               | S  | V  | O  | F  | GM | IM | MS  | P  |
| -- | ----------------- | -- | -- | -- | -- | -- | -- | --- | -- |
| 1  | Red Bull Salzburg | 36 | 23 | 5  | 8  | 86 | 50 | +36 | 74 |
| 2  | Rapid Wien (RM)   | 36 | 21 | 7  | 8  | 89 | 43 | +46 | 70 |
| 3  | Austria Wien      | 36 | 17 | 11 | 8  | 59 | 46 | +13 | 62 |
| 4  | Sturm Graz        | 36 | 17 | 9  | 10 | 68 | 45 | +23 | 60 |
| 5  | Ried              | 36 | 17 | 9  | 10 | 58 | 38 | +20 | 60 |
| 6  | Austria Kärnten   | 36 | 11 | 8  | 17 | 47 | 57 | −10 | 41 |
| 7  | Lask Linz         | 36 | 11 | 4  | 21 | 35 | 67 | −32 | 37 |
| 8  | Kapfenberger      | 36 | 10 | 6  | 20 | 48 | 81 | −33 | 36 |
| 9  | Mattersburg       | 36 | 8  | 9  | 19 | 42 | 71 | −29 | 33 |
| 10 | Rheindorf Altach  | 36 | 8  | 6  | 22 | 56 | 90 | −34 | 30 |